# Arsenal (Marvel Comics)
Arsenal es un personaje de ficción, un robot que aparece en los cómics publicados por Marvel Comics. El personaje aparece por primera vez en Iron Man # 114 (septiembre 1978) y fue creado por Bill Mantlo y Keith Giffen.

## Historia de la publicación
Arsenal apareció por primera vez en una historia de dos partes en Iron Man # 114 (septiembre de 1978) y Avengers Annual # 9 (1979). El personaje hizo una aparición final en Hulk # 282 (abril de 1983). La unidad de "Alpha", Arsenal apareció en Iron Man vol. 3, # 84-85 (agosto de 2004).

## Biografía
En los últimos días de la Segunda Guerra Mundial, un grupo de científicos aliados dirigido por Howard Stark desarrolla el "Proyecto Mañana" y la creación de un robot llamado Arsenal; un prototipo de unidad de combate que se desplegarán en el caso de una victoria del Eje. El robot también fue guiado por un programa de ordenador llamada "Señora". Cuando los aliados ganaron la guerra, el Arsenal se colocó en el almacenamiento. El robot se activó para una demostración militar durante un empeoramiento de la Guerra Fría, pero nunca fue utilizado. En la actualidad, Los Vengadores están luchando contra el Unicornio debajo la Mansión de los Vengadores, cuando el Arsenal aparece de repente y los ataca. Sin embargo, Iron Man impulsa con éxito fuera al Arsenal.
Los Vengadores aprenden el origen del robot de su enlace con el gobernador, Henry Peter Gyrich. Arsenal vuelve a aparecer y captura a los Avengers, Hawkeye, Bestia y aturde a Yellowjacket con una descarga eléctrica. Yellowjacket, sin embargo, se recupera y alerta a los otros Vengadores, aconsejándoles que el Proyecto Mañana es directamente debajo de la mansión.
Guiados por Mistress (que erróneamente cree que los aliados perdieron la Segunda Guerra Mundial), el Arsenal vence a varios Vengadores, hasta enfrentarse a Thor y la Bruja Escarlata. Al borde de la derrota, Arsenal aparentemente se autodestruye mientras que Iron Man se enfrenta a A.I.M., que fue programado con los patrones cerebrales de su difunta madre Maria Stark. Una vez que Iron Man desenmascara y explica que los aliados ganaron la guerra, y que la señora está simplemente siguiendo el modelo de Maria, el programa informático borra su propia memoria.
Arsenal en realidad, fingió su propia destrucción, y cuando She-Hulk y Hulk visitan la mansión de los Vengadores, el ataca a Edwin Jarvis, el mayordomo de los Vengadores. Luego, Arsenal incapacita a She-Hulk, y en un ataque a Hulk, el golpea al Arsenal hasta que sea destruido.
Iron Man finalmente se entera de que sólo una unidad de "Beta" había sido destruido, y que una unidad de "Alpha" quedó desactivada debajo la Mansión de los Vengadores. La Seguridad Nacional se lo pidan para apagarlo sin informar a los otros Vengadores debido a los riesgos de seguridad que plantea. Iron Man en seguimiento de la unidad, pero no se da cuenta de que los Vengadores lo han seguido. La unidad se activa cuando los códigos de transmisión se comunicaron por radio a Iron Man, que se traduce en una batalla entre el nuevo Arsenal y los Vengadores. Iron Man se da cuenta de que el Arsenal fue activado por la interferencia en la señal, que se establece en "inerte". Iron Man ocupa al Arsenal mientras que Warbird detiene la fuente de la interferencia, causando al Arsenal para desactivarlo. La unidad es entonces desmantelada.
Arsenal, totalmente bajo control, se utiliza después como prueba para un grupo de Nuevos Vengadores, bajo el pretexto de que está fuera de control.
Durante el evento "Iron Man 2020", Arno Stark recrea la variación eScape de Arsenal, así como una versión robot de Mistress de eScape para servir como nuevos cuerpos para sus copias de Howard Stark y Maria Stark.

## Poderes y habilidades
Ambas unidades del Arsenal, posee resistencia y durabilidad amplificada. La unidad Beta también posee chorros de aire y dardos de inercia; puede emitir un campo electro-aturdimiento y proyectar un haz láser de alta intensidad de sus ojos. La unidad Alfa posee un lanzallamas, múltiples sistemas de cañón y un dispensador de gas tóxico.

## Otras versiones

### Ultimate Marvel
La iteración de Ultimate Marvel de Arsenal es varios robots que se revelaron como una creación del Proyecto Mañana de Howard Stark Sr. y van tras Iron Man.

### Marvel Noir
En Iron Man Noir, los robots del Arsenal fueron creados como un arma nazi por el Barón Zemo (también conocido como Howard Stark después de haber sido controlado por la mente).

## En otros medios

### Televisión
- Arsenal apareció en la segunda temporada de Avengers Assemble, con la voz de Jim Meskimen.[9][10][11]Esta versión está diseñada por Howard Stark para absorber y mantener cantidades masivas de energía de manera segura, pero también sirve como amigo y protector de Iron Man (Tony Stark): 
  - En el episodio 1, "El Arsenal", es descubierto por Iron Man en una ciudad rusa abandonada donde su cuerpo se ha usado para contener la radiación gamma de un reactor durante décadas hasta que se reactiva con la Gema de Poder, gracias a Hulk
  - En el episodio 2, "Thanos Ataca", Arsenal tiene un papel central. Él ayuda a Iron Man contra el Segador. Cuando los Vengadores luchan contra Thanos, Arsenal finalmente se sacrifica autodestruyéndose para volar a Thanos lejos de la Tierra, cumpliendo su función principal de proteger a Tony a toda costa. Con solo la cabeza del Arsenal intacta, Tony jura reconstruir el androide de Howard (como se lo vio en "Fantasmas del Pasado" pidiendo la ayuda de Falcon y en "Regreso al Salón de Aprendizaje" donde esto hace que Hawkeye se sienta incómodo).
  - En el episodio 13, "Thanos Victorioso", la forma reconstruida / modificada del Arsenal (gracias a Tony) absorbe todas las energías de las Gemas del Infinito, lo que ayuda a los Vengadores a vencer a Thanos una vez más al separar al Guantelete del Infinito. Sin embargo, Ultron toma el cuerpo del Arsenal para absorber las Gemas del Infinito y volverse imparable.
  - En el episodio 14, "Una Falla en el Sistema", Iron Man comete errores imprudentes para salvar al Arsenal como el barco de Ultron.
  - En el episodio 18, "La epidemia de Ultron", Arsenal recupera brevemente el control de su cuerpo (y el de Ultron) para despedirse de Iron Man. Arsenal luego se sacrifica una vez más volando hacia el sol, aparentemente librándose de Ultron en el proceso.[12]